# Boissièras (Òlt)
Boissièras (en francès Boissières) és un municipi francès situat al departament de l'Òlt i a la regió d'Occitània.
El municipi té Boissièras com a capital administrativa, i també compta amb els agregats de Mèjas, Combanegra i lo Mas de Camp.

## Demografia
| 1962                                       | 1968 | 1975 | 1982 | 1990 | 1999 | 2006 |
| ------------------------------------------ | ---- | ---- | ---- | ---- | ---- | ---- |
| 179                                        | 200  | 219  | 234  | 241  | 312  | 350  |
| Des de 1962: població sense dobles comptes |      |      |      |      |      |      |

## Administració
| Període | Identitat        | Partit |
| ------- | ---------------- | ------ |
| 2001-   | Thierry Plantade |        |